# 稲垣久雄
稲垣 久雄（いながき ひさお、1929年 - 2021年）は、日本の仏教学者。元ロンドン大学講師、龍谷大学名誉教授。法名は瑞雄。浄土教の研究や仏典の英訳で知られる。父親は真宗僧侶として名高い稲垣瑞劔。

## 来歴
神戸生まれ。神戸市外国語大学卒業後、龍谷大学大学院を経てブリティッシュ・カウンシル留学生としてロンドン大学で学んだ。やがて同大学から博士号を授与され、12年間ロンドン大学で仏教学の講師を務めるかたわら、ジャック・オースチンらと英国真宗協会を設立して、ヨーロッパにおける浄土真宗の礎を作った。
1981年に帰国後は龍谷大学教授として教鞭を取り多くの学生を育てた。また1982年には国際真宗学会(IASBS)を創設し、1993年からはその会長に就任して同学会を文字通り国際的な学術団体として大きく育てた。現在、同学会は内外に350名の会員を擁する一大学会に発展し、隔年で学術大会を内外の主要都市で開催している。龍谷大学を定年退職後は、翻訳・研究活動を続けながら、沼田仏教講座客員教授として海外の大学で精力的に講義をおこなった。
仏典翻訳家としては、龍谷大学仏典翻訳部や本願寺国際センターの仏典の英訳事業に当初から中心メンバーとして参画し、多くの仏典の英訳とその出版に携わった。また個人としても『浄土三部経』や『教行信証』の英訳、仏教用語の和英辞書等を次々に世に出し、多くの内外の研究者に活用されている。

## 略歴
- 1929年  神戸に生まれる。
- 神戸外国語大学英米学科卒業(BA)
- 龍谷大学文学研究科修士課程および博士課程真宗学専攻修了(MA)
- 1966年　日本印度学仏教学会賞受賞
- 1966-68年　ブリティッシュ・カウンシルの留学生としてロンドン大学博士課程に留学
- 1968年　ロンドン大学よりPh.D.を授与される
- 1969年　ロンドン大学 School of Oriental and African Studies の仏教学講師に就任（以後12年間）
- 1976年　ジャック・オースチンらと英国真宗協会を創設
- 1981年　帰国し龍谷大学教授に就任
- 1985年　カリフォルニア大学バークレー校にて沼田仏教講座客員教授としてとして講義
- 1989年　ハワイ大学マノア校で沼田仏教講座客員教授として講義
- 1992年　オランダのライデン大学で沼田仏教講座客員教授として講義
- 1993-2005年　国際真宗学会会長。以後、同会の名誉会長
- 1993年　浄土マンダラ研究会の代表者。本願寺の聖典英訳委員会、ポルトガル語訳委員会のメンバー
- 1998年　龍谷大学を定年退職する
- 2009年  財団法人仏教伝道協会より第43回仏教伝道功労賞（仏教伝道文化賞参照）を受賞

## 主な著書
- 『梵蔵漢 大無量寿経・阿弥陀経 比較語彙索引』(1984)、
- 『日英仏教語辞典』(1984,1985,1988,1992,2003)、
- 『出生無辺門陀羅尼経とジュニャーナガルバの広釈』（英文研究と校訂チベット文）(1987)、
- 『和英禅語グロッサリー』(1991)
- 『浄土三部経 英訳と研究』(1994,1995,2000)
- 『阿弥陀経マンダラ 図像解説と経文』(1993)
- 『往生論註 英訳と研究』(1998)
- 『十住毘婆沙論 偈頌の英訳と 「易行品」の英訳・研究』(1998)
- 『ホームペイジ 浄土マンダラ 』（和英）(1998)
- 『出生無辺門陀羅尼経と智蔵の広釈』（英訳）（1999）
- The Three Pure Land Sutras, BDK English Tripitaka 12-II,III,IV, Numata Center, 1995, 2003.
- The Kyogyoshinsho, 2004.
- その他の英訳書：『般舟三昧経』『般舟讃』『観念法門』『即身成仏義』『阿弥陀秘釈』『往生礼賛』など。

### 論文
- CiNii>稲垣久雄
- INBUDS>稲垣久雄